# Théâtre Dante Alighieri
Le théâtre Dante Alighieri est le théâtre principal de Ravenne. Il est situé dans le centre historique, via Mariani. 

## Histoire
Le théâtre a été construit à la demande de l'administration municipale à la suite de la détérioration progressive du théâtre principal de l'époque, le Théâtre communautaire. En 1838, l'administration a identifié le lieu idéal près de la Piazzetta degli Svizzeri. La conception a été confiée aux Vénitiens Tommaso et Giovan Battista Meduna, anciens restaurateurs du Grand Théâtre La Fenice de Venise. 
Après la première conception d'un bâtiment avec une façade monumentale vers la place, la conception finale de 1840, plus réduite, favorisait l'orientation longitudinale, la façade faisant face à l'ancienne route du Séminaire, actuellement renommée via Mariani. La même année, la première pierre du bâtiment d'inspiration néoclassique a été posée, qui, dans ses principales caractéristiques, rappelait le théâtre vénitien. 
L'inauguration a eu lieu le 15 mai 1852 avec Roberto il diavolo de Giacomo Meyerbeer, dirigé par Giovanni Nostini, suivi de la danse La zingara, avec l'étoile Augusta Maywood. En mai 1889, Antonino Palminteri, chef d'orchestre et compositeur, dirige Il Trovatore de Giuseppe Verdi. En mai 1897, Antonino Palminteri revient pour diriger le ballet Sieba de Marenco et La Bohème de Giacomo Puccini, avec un succès étonnant. En 1929, un ajustement technique est opéré avec la création du "golfe mystique", de la galerie sur les scènes du quatrième ordre et la rénovation des vestiaires. 
En 1959, le théâtre ferme pour restauration. 
Le 10 février 2004, pour les 350 ans de la naissance d'Arcangelo Corelli, la salle Ridotto a été officiellement dédiée au compositeur, inaugurant, en présence de Riccardo Muti, un buste en bronze réalisé par le sculpteur allemand Peter Götz Güttler. 
Le Théâtre Dante Alighieri abrite la saison de prose, dirigée et organisée par Ravenna Teatro.

## Images

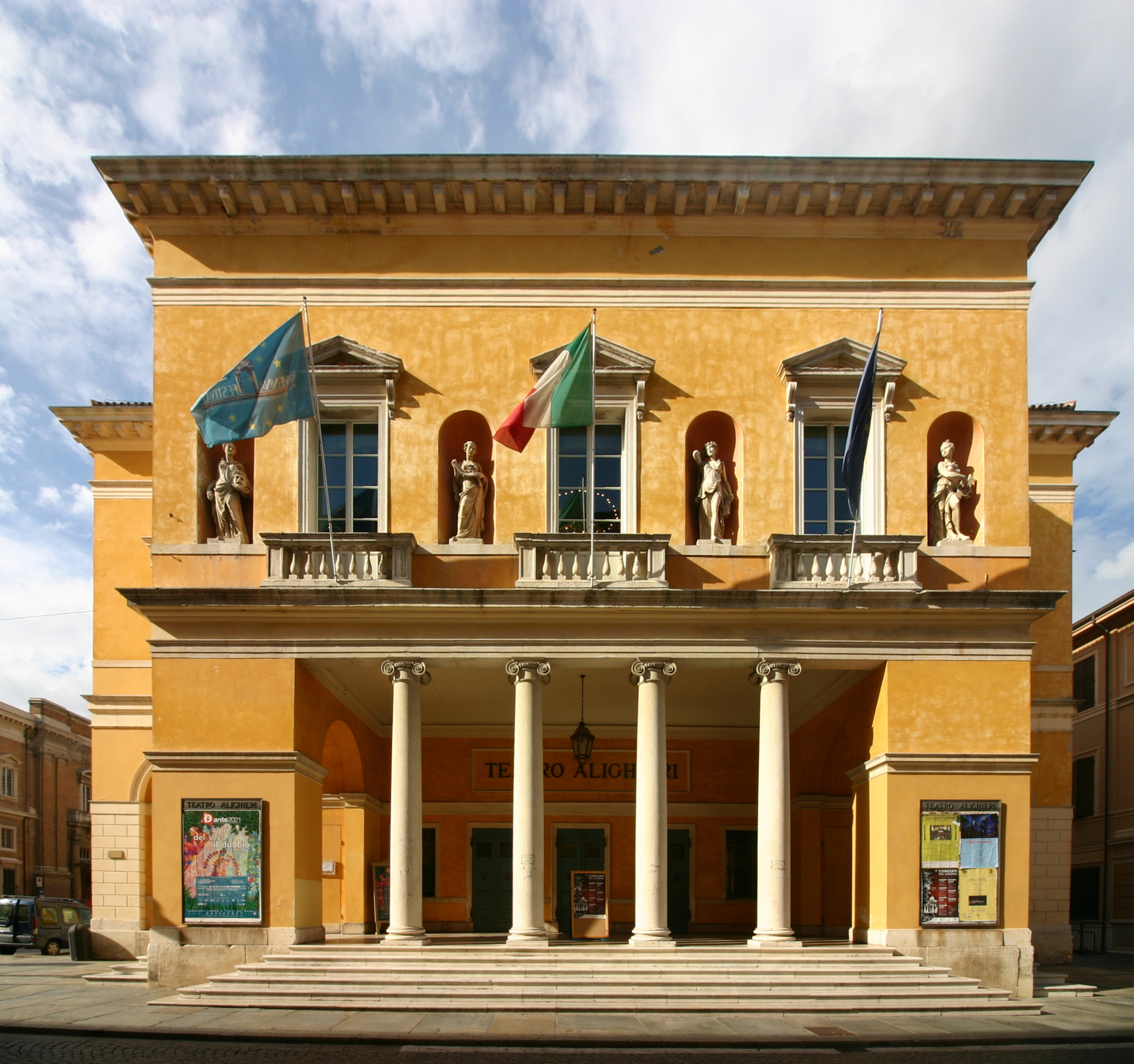
L'entrée et la façade principale.
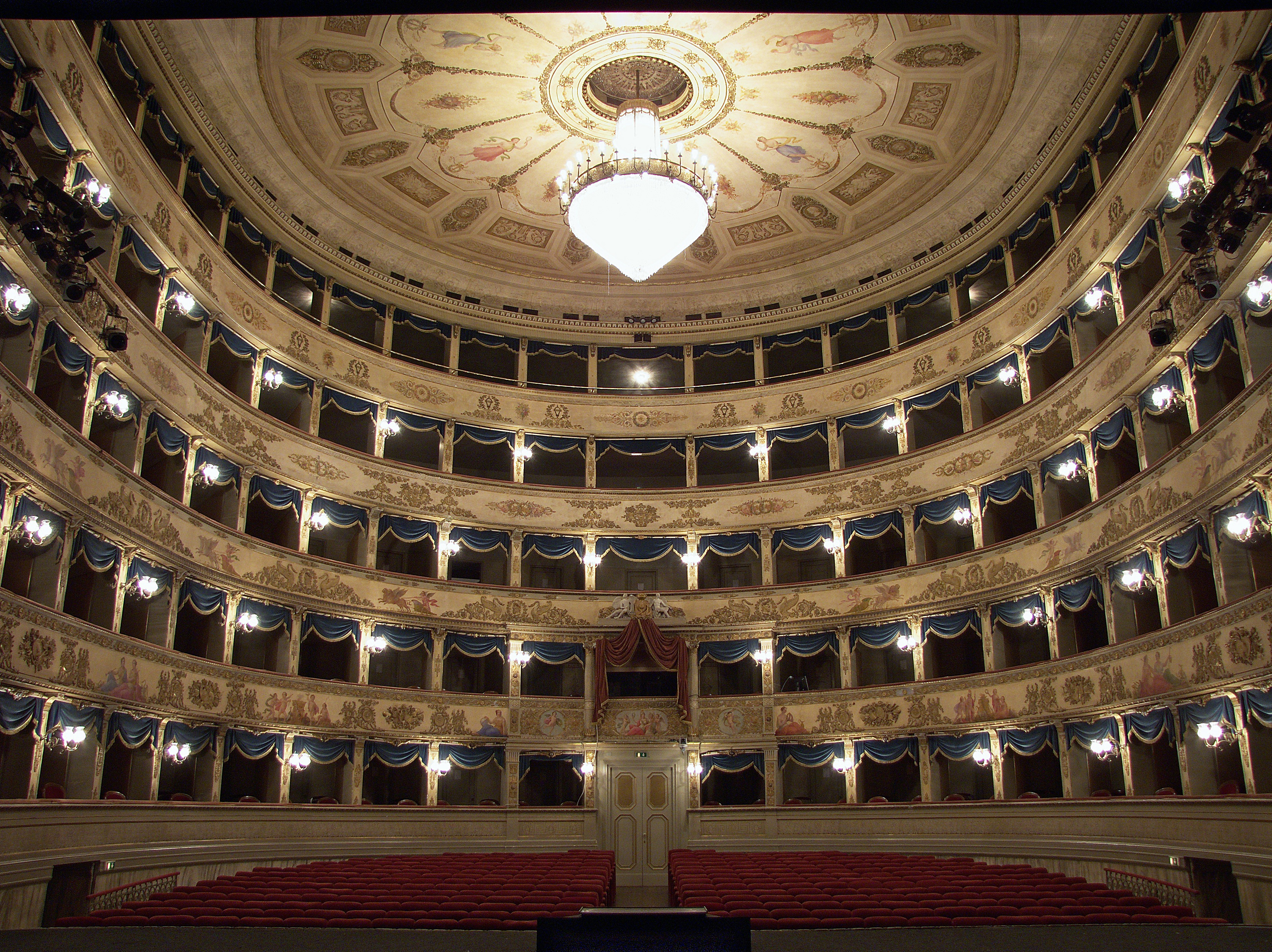
Intérieur.